# Fédération émiratie de rugby à XV
La Fédération émiratie de rugby à XV (officiellement en anglais : United Arab Emirates Rugby Federation, en arabe : إتحاد الإمارات العربية المتحدة للرجبي) est l'instance qui régit l'organisation du rugby à XV aux Émirats arabes unis.

## Historique
En 1974, plusieurs clubs et associations bahreïniens, émiratis, qataris et saoudiens se rassemblent autour d'un projet commun, donnant ainsi naissance à la Gulf Rugby Football Union, la Fédération du golfe Persique. Cette dernière permet ainsi l'organisation de compétitions extranationales entre clubs des pays membres, dès la saison 1975-1976,. Siégant à Dubaï, elle étend son périmètre d'action aux États membres du Conseil de coopération du Golfe : l'Arabie saoudite, le Bahreïn, les Émirats arabes unis, le Koweït, l'Oman, le Qatar. La compétition internationale la plus notable organisée par la Fédération du golfe Persique est le tournoi de Dubaï de rugby à sept, qui deviendra à terme intégré à la Série mondiale de rugby à sept. En 2008, dans le cadre de son plan de croissance et de développement en Asie de l'Ouest, les instances de l'IRB engagent des négociations afin de conduire à la création de nouvelles fédérations nationales. Cette étape a pour conséquence directe la dissolution de la Fédération du golfe Persique le 31 décembre 2010,.
Aux Émirats arabes unis, en amont de cette dissolution de la Fédération multinationale, le ministère de la Culture de la Jeunesse et du Développement communautaire ainsi que le gouvernement de la Jeunesse et des Sports actent en février 2009 la création d'une entité nationale émiratie consacrée au rugby, la United Arab Emirates Rugby Association, ; cette dernière est désignée en tant qu'« héritière » de celle du golfe Persique,. Elle reste par ailleurs l'un des acteurs organisant le tournoi de Dubaï de rugby à sept, joué dans la capitale émiratie.
Le 19 juin 2011, elle devient membre de l'Asian Rugby Football Union, organisme continental,,.
Dans l'optique de son développement, les statuts de l'association sont modifiés par le gouvernement des Sports afin de devenir une fédération, en tant que United Arab Emirates Rugby Federation à partir d'octobre 2012,. En décembre, elle intègre ainsi l'International Rugby Board, organisme international du rugby, en tant que membre permanent,,, sept mois après avoir été acceptée en tant que membre associé. Elle est également membre du Comité national olympique des Émirats arabes unis.
En 2024, elle entreprend plusieurs actions dans l'optique de développer la pratique féminine du rugby à XV, avec l'instauration du championnat national et la création d'une équipe nationale féminine.

## Identité visuelle
La fédération adopte un nouveau logo en septembre 2021.

Évolution du logo
Ancien logo abandonné en septembre 2021.
Logo instauré en septembre 2021.